# Alexa Internet
Az Alexa Internet, Inc. az amazon.com cégcsoport egy kaliforniai székhelyű tagja, legfőképp az internetes oldalak forgalmának megbecsülését és rangsorolását tartalmazó weblapjáról ismert.

## Történet és tevékenység
A céget 1996-ban alapította Brewster Kahle és Bruce Gilliat. A cég ingyenes böngésző kiegészítőt tett közzé, ami segítette a felhasználókat abban, hogy milyen weblapokat nézzenek meg „legközelebb”, az egyes lapok forgalmának (népszerűségének) besorolása alapján; a meglátogatott lapokról pedig háttérinformációkat adott (tulajdonos, weblapok száma, hányan hivatkoznak rá és milyen gyakran frissítik). Az Alexa mérnökei alkották meg az Internet Archive-val együttműködve a Wayback Machine-t, ami a weblapok múltbéli állapotait rögzíti és mutatja meg. Az Alexa biztosította az Internet Archive számára a webes lapok lehívását („crawl”) is.

## A statisztika megbízhatósága
Az Alexa weblap besorolási módszere a felinstallált kiegészítők által adott adatokon alapul. Ha feltételezzük, hogy a kiegészítők használata, valamint az azokat használók jellemzői egyenletes statisztikai eloszlásúak, akkor a mérések hitelesek. Azonban ezt semmi nem támasztja alá: a kiegészítők csak bizonyos böngészőkhöz érhetőek el, és az azt telepítők köre sem egyenletes. Nagyon sok vélemény emiatt az „alexa ranking” eredményeit csak nagy hibahatárú becslésnek tekinti.
2008. április 16-án a sorrend gyökeresen megváltozott, mivel az Alexa bevezette az új rendezési módszerét, ami állításuk szerint jelentősen több adatforrásból dolgozik. Azonban ezen adatok statisztikai egyenletessége sem ismert.

## Kémprogram
Az Alexa toolbar számos védelmi cég szerint „kémprogram” kategóriába tartozik. A Symantec cég szerint a minősítése „Trackware” (tevékenységet nyomkövető program). A McAfee biztonsági tanácsadója szerint az Alexa honlapja „sárga figyelmeztetést” (közepes) érdemelt, mert „Tesztjeink szerint több az oldalon található letöltés tartalmát a felhasználók egy része reklámprogramnak, kémprogramnak vagy egyéb, nemkívánatos programnak osztályozza.”, és 2008. július 2-án 67 „kémprogram” kategorizálást helyezek el a látogatók rajta. Számos vírus- és kártékonyprogram-kereső cég terméke felismeri az Alexa programját és figyelmezteti a felhasználót a potenciálisan nemkívánatos programra.